# A XVII-a Dinastie Egipteană
A XVII-a Dinastie Egipteană (cca. 1580 - 1550 î.Hr.) împreună cu a XV-a și A XVI-a Dinastie Egipteană sunt grupate în A doua Perioadă Intermediară.  

## Conducători
Conducători cunoscuți ai celei de-a XVII-a dinastii egiptene sunt:
| Faraon                     | Nume Horus           | Domnie                  | Mormânt                                       | Consort(i)                         |
| -------------------------- | -------------------- | ----------------------- | --------------------------------------------- | ---------------------------------- |
| Rahotep                    | Sekhemre-wahkhaw     | cca 1585 î.Hr.          |                                               |                                    |
| Sobekemsaf I               | Sekhemre-shedtawy    |                         | Jefuit în timpul domniei lui Ramses al IX-lea | Nubkhaes                           |
| Intef                      | Sekhemre-wepmaat     |                         | Dra' Abu el-Naga'?                            |                                    |
| Intef                      | Nubkheperre          |                         | Dra' Abu el-Naga'                             |                                    |
| Sekhemre-Heruhirmaat Intef | Sekhemre-heruhermaat |                         |                                               | Haankhes                           |
| Sobekemsaf II              | Sekhemre-wadjkhaw    | 7 ani                   |                                               | Nubemhat                           |
| Tao I                      | Senakhtenre          | 1 an                    |                                               | Tetisheri                          |
| Tao II                     | Seqenenre            | c. 1560 î.Hr. 4 ani     |                                               | Ahmose Inhapy Sitdjehuti Ahhotep I |
| Kamose                     | Wadjkheperre         | 1555 - 1550 î.Hr. 5 ani |                                               | Ahhotep II?                        |